# Joaquín Colomer Sala
Joaquín Colomer Sala (Madrid, 1924 - València, 2011) fou un metge i polític valencià d'origen madrileny. Fou Catedràtic de Pediatria de la Universitat de València de la que fou rector (1979-1984) i Conseller de Sanitat (1985-1995) de la Generalitat presidida pel socialista Joan Lerma.
Llicenciat en medicina el 1948, va aconseguir la Càtedra de Pediatria de la Universitat de València el 1970. Des de març de 1977 i fins a gener de 1978 va ser el responsable de la Direcció General de Salut Pública del Consell del País Valencià. El 1985 és nomenat Conseller de Sanitat i Consum al govern de Joan Lerma, càrrec que deixà el 1995. La seua tapa com a conseller va coincidir amb la transferència de les competències sanitàries a la Generalitat (1988) i es consoliden les bases de l'actual sistema sanitari valencià. Es va impulsar el nou model d'atenció primària i es va modernitzar la xarxa assistencial amb la construcció d'uns 150 centres de salut. A més, es van reformar bona part dels principals hospitals, com el Clínic de València, Sant Joan d'Alacant, Elx o el General de Castelló.
Joaquin Colomer fou vicerrector de la Universitat de València al Campus d'Alacant entre 1978 i 1979. A continuació, va ser nomenat rector a València. Va presidir de la Conferència de Rectors espanyols entre 1982 i 1984.
Colomer Sala morí el 13 de gener de 2011 a València a l'edat de 86 anys, després d'una llarga malaltia.